# Argyria quevedella
Argyria quevedella là một loài bướm đêm trong họ Crambidae.